# Bilheteira dos cinemas em Portugal em 2019
Esta é uma lista com o valor das receitas em euros (€) e o número de espetadores dos principais filmes lançados nos cinemas em Portugal, no ano de 2019.

## Filme com maior receita bruta em cada semana
| #  | Semana                         | Filme                                            | Receita bruta  | Espetadores |
| -- | ------------------------------ | ------------------------------------------------ | -------------- | ----------- |
| 1  | 3 — 9 de janeiro               | Creed II                                         | 243 038,23 €   | 44 221      |
| 2  | 10 — 16 de janeiro             | Astérix: O Segredo da Poção Mágica               | 145 763,28 €   | 28 689      |
| 3  | 17 — 23 de janeiro             | Glass                                            | 323 773,64 €   | 58 106      |
| 4  | 24 — 30 de janeiro             | Glass                                            | 196 017,75 €   | 35 337      |
| 5  | 31 de janeiro — 6 de fevereiro | Correio de Droga                                 | 264 559,09 €   | 49 011      |
| 6  | 7 — 13 de fevereiro            | Vingança Perfeita                                | 252 852,14 €   | 46 349      |
| 7  | 14 — 20 de fevereiro           | Alita: Anjo de Combate                           | 398 832,98 €   | 67 020      |
| 8  | 21 — 27 de fevereiro           | Como Treinares o Teu Dragão: O Mundo Secreto     | 247 697,87 €   | 47 670      |
| 9  | 28 de fevereiro — 6 de março   | Como Treinares o Teu Dragão: O Mundo Secreto     | 377 533,20 €   | 73 898      |
| 10 | 7 — 13 de março                | Captain Marvel (Capitão Marvel)                  | 595 302,20 €   | 102 386     |
| 11 | 14 — 20 de março               | Captain Marvel (Capitão Marvel)                  | 333 515,74 €   | 58 266      |
| 12 | 21 — 27 de março               | Captain Marvel (Capitão Marvel)                  | 188 697,47 €   | 33 172      |
| 13 | 28 de março — 3 de abril       | Dumbo                                            | 365 996,43 €   | 67 368      |
| 14 | 4 — 10 de abril                | Dumbo                                            | 431 288,80 €   | 83 646      |
| 15 | 11 — 17 de abril               | After                                            | 445 254,61 €   | 82 473      |
| 16 | 18 — 24 de abril               | Vingadores: Endgame (pré-estreia)                | 211 012,95 €   | 29 795      |
| 17 | 25 de abril — 1 de maio        | Vingadores: Endgame                              | 2 178 863,06 € | 365 916     |
| 18 | 2 — 8 de maio                  | Vingadores: Endgame                              | 701 743,41 €   | 116 494     |
| 19 | 9 — 15 de maio                 | Pokémon Detetive Pikachu                         | 363 927,94 €   | 88 833      |
| 20 | 16 — 22 de maio                | John Wick 3: Implacável                          | 320 043,72 €   | 55 939      |
| 21 | 23 — 29 de maio                | Aladdin                                          | 391 149,71 €   | 69 855      |
| 22 | 30 de maio — 5 de junho        | Aladdin                                          | 305 877,15 €   | 57 721      |
| 23 | 6 — 12 de junho                | A Vida Secreta dos Nossos Bichos 2               | 313 665,54 €   | 60 789      |
| 24 | 13 — 19 de junho               | A Vida Secreta dos Nossos Bichos 2               | 234 813,15 €   | 45 480      |
| 25 | 20 — 26 de junho               | A Vida Secreta dos Nossos Bichos 2               | 322 617,26 €   | 63 837      |
| 26 | 27 de junho — 3 de julho       | Toy Story 4                                      | 558 603,26 €   | 105 705     |
| 27 | 4 — 10 de julho                | Homem-Aranha: Longe de Casa                      | 757 833,51 €   | 130 957     |
| 28 | 11 — 17 de julho               | Homem-Aranha: Longe de Casa                      | 404 184,89 €   | 71 101      |
| 29 | 18 — 24 de julho               | O Rei Leão                                       | 2 057 082,54 € | 367 972     |
| 30 | 25 — 31 de julho               | O Rei Leão                                       | 1 732 191,47 € | 315 296     |
| 31 | 1 — 7 de agosto                | O Rei Leão                                       | 1 111 595,60 € | 204 120     |
| 32 | 8 — 14 de agosto               | O Rei Leão                                       | 764 032,12 €   | 141 756     |
| 33 | 15 — 21 de agosto              | Era Uma Vez em... Hollywood                      | 608 554,61 €   | 107 184     |
| 34 | 22 — 28 de agosto              | Variações                                        | 453 879,39 €   | 83 278      |
| 35 | 29 de agosto — 4 de setembro   | Variações                                        | 367 309,02 €   | 69 145      |
| 36 | 5 — 11 de setembro             | It: Capítulo 2                                   | 554 035,28 €   | 97 864      |
| 37 | 12 — 18 de setembro            | It: Capítulo 2                                   | 262 527,67 €   | 46 484      |
| 38 | 19 — 25 de setembro            | Ad Astra                                         | 264 031,16 €   | 45 184      |
| 39 | 26 de setembro — 2 de outubro  | Rambo: A Última Batalha                          | 229 486,72 €   | 41 240      |
| 40 | 3 — 9 de outubro               | Joker                                            | 1 234 698,98 € | 216 624     |
| 41 | 10 — 16 de outubro             | Joker                                            | 1 010 574,30 € | 183 549     |
| 42 | 17 — 23 de outubro             | Joker                                            | 764 825,64 €   | 139 273     |
| 43 | 24 — 30 de outubro             | Joker                                            | 519 390,79 €   | 94 895      |
| 44 | 31 de outubro — 6 de novembro  | Joker                                            | 509 736,69 €   | 92 106      |
| 45 | 7 — 13 de novembro             | Joker                                            | 294 941,28 €   | 53 693      |
| 46 | 14 — 20 de novembro            | Le Mans '66: O Duelo                             | 203 501,57 €   | 35 043      |
| 47 | 21 — 27 de novembro            | Frozen II: O Reino do Gelo                       | 739 315,17 €   | 138 130     |
| 48 | 28 de novembro — 4 de dezembro | Frozen II: O Reino do Gelo                       | 552 152,65 €   | 105 033     |
| 49 | 5 — 11 de dezembro             | Frozen II: O Reino do Gelo                       | 377 329,22 €   | 74 376      |
| 50 | 12 — 18 de dezembro            | Jumanji: O Nível Seguinte                        | 464 569,51 €   | 82 040      |
| 51 | 19 — 25 de dezembro            | Star Wars: Episódio IX - A Ascensão de Skywalker | 877 486,77 €   | 139 889     |
| 52 | 26 de dezembro — 1 de janeiro  | Star Wars: Episódio IX - A Ascensão de Skywalker | 664 922,04 €   | 106 193     |

## Os 10 filmes mais vistos
| #  | Estreia                | Filme                           | Receita bruta  | Espectadores |
| -- | ---------------------- | ------------------------------- | -------------- | ------------ |
| 1  | 18 de julho de 2019    | O Rei Leão                      | 6 982 923,62 € | 1 280 743    |
| 2  | 3 de outubro de 2019   | Joker                           | 4 981 666,39 € | 899 510      |
| 3  | 25 de abril de 2019    | Vingadores: Endgame             | 3 886 696,24 € | 670 551      |
| 4  | 21 de novembro de 2019 | Frozen II: O Reino do Gelo      | 2 945 295,17 € | 576 809      |
| 5  | 27 de junho de 2019    | Toy Story 4                     | 2 065 801,15 € | 400 033      |
| 6  | 4 de julho de 2019     | Homem-Aranha: Longe de Casa     | 1 889 621,10 € | 334 602      |
| 7  | 28 de março de 2019    | Dumbo                           | 1 509 383,81 € | 295 384      |
| 8  | 25 de maio de 2019     | Aladdin                         | 1 567 586,78 € | 293 534      |
| 9  | 7 de março de 2019     | Captain Marvel (Capitão Marvel) | 1 624 426,19 € | 287 852      |
| 10 | 15 de agosto de 2019   | Era Uma Vez em... Hollywood     | 1 583 976,45 € | 281 265      |

## Os 10 filmes nacionais mais vistos
| #  | Estreia                | Filme                  | Receita bruta  | Espectadores |
| -- | ---------------------- | ---------------------- | -------------- | ------------ |
| 1  | 22 de agosto de 2019   | Variações              | 1 489 506,24 € | 278 459      |
| 2  | 7 de março de 2019     | SNU                    | 437 459,85 €   | 82 975       |
| 3  | 19 de setembro de 2019 | A Herdade              | 384 815,18 €   | 74 327       |
| 4  | 17 de janeiro de 2019  | Tiro e Queda           | 233 775,45 €   | 43 975       |
| 5  | 25 de julho de 2019    | Tony                   | 217 043,15 €   | 40 388       |
| 6  | 14 de março de 2019    | Ladrões de Tuta e Meia | 131 246,93 €   | 26 015       |
| 7  | 1 de maio de 2019      | Solum                  | 79 090,04 €    | 20 054       |
| 8  | 18 de abril de 2019    | Quero-te Tanto!        | 63 661,22 €    | 12 888       |
| 9  | 4 de abril de 2019     | Diamantino             | 59 676,81 €    | 12 040       |
| 10 | 21 de março de 2019    | O Capitão              | 58 142,16 €    | 10 603       |

## Exibição por distrito / região autónoma
| Distrito         | Ecrãs | Lugares | Receita bruta   | Espectadores |
| ---------------- | ----- | ------- | --------------- | ------------ |
| Aveiro           | 23    | 6 142   | 2 390 048,69 €  | 472 788      |
| Beja             | 9     | 2 287   | 70 610,66 €     | 24 125       |
| Braga            | 47    | 9 435   | 5 304 491,83 €  | 1 044 904    |
| Bragança         | 4     | 1 235   | 44 985,50 €     | 17 714       |
| Castelo Branco   | 12    | 2 436   | 723 792,78 €    | 147 676      |
| Coimbra          | 28    | 6 034   | 2 979 627,39 €  | 560 652      |
| Évora            | 13    | 3 037   | 929 418,05 €    | 179 002      |
| Faro             | 40    | 6 602   | 5 000 372,23 €  | 948 919      |
| Guarda           | 8     | 1 213   | 281 252,52 €    | 59 690       |
| Leiria           | 25    | 4 697   | 2 352 912,53 €  | 439 261      |
| Lisboa           | 153   | 26 703  | 31 012 771,46 € | 5 522 435    |
| Portalegre       | 5     | 1 215   | 40 668,94 €     | 11 903       |
| Porto            | 94    | 18 719  | 17 004 513,59 € | 3 249 338    |
| Santarém         | 15    | 2 393   | 1 106 274,85 €  | 216 791      |
| Setúbal          | 50    | 9 593   | 8 608 759,66 €  | 1 572 638    |
| Viana do Castelo | 9     | 1 690   | 675 977,91 €    | 145 063      |
| Vila Real        | 10    | 1 547   | 1 016 218,59 €  | 198 402      |
| Viseu            | 15    | 2 634   | 1 425 052,95 €  | 273 200      |
| Açores           | 9     | 1 714   | 714 388,11 €    | 153 442      |
| Madeira          | 14    | 2 831   | 1 432 392,88 €  | 278 764      |
| Total nacional   | 583   | 112 157 | 83 114 531,12 € | 15 516 707   |